# 11746 Томянсен
11746 Томянсен (11746 Thomjansen) — астероїд головного поясу, відкритий 13 липня 1999 року.
Тіссеранів параметр щодо Юпітера — 3,634.